# Гордон, Роберт, 1-й баронет
Сэр Роберт Гордон из Гордонстоуна (англ. Sir Robert Gordon of Gordonstoun; 14 мая 1580 — март 1656) — шотландский дворянин, политик и придворный, известный как историк графского дома Сазерленд. 28 мая 1625 года для него был создан титул 1-го баронета из Гордонстоуна.

## Ранняя жизнь
Родился в замке Данробин, Голспи, Сазерленд, 14 мая 1580 года, он был четвертым сыном Александра Гордона, 12-го графа Сазерленда, от его второй жены Джин Гордон, графини Ботвелл (дочери Джорджа Гордона, 4-го графа Хантли).
В 1598 году он был направлен в университет Сент-Эндрюса, где пробыл шесть месяцев, а затем закончил свое образование в Эдинбурге. В январе 1603 года он отправился во Францию изучать гражданское право и оставался там до октября 1605 года.

## Карьера
Роберт Гордон был назначен джентльменом тайной палаты при Якове I Стюарте в 1606 году и был посвящен в рыцари. 16 июля 1614 года он получил в дар земельные владения в Ольстере. В марте 1614—1615 года, посетив короля в Кембридже, он был удостоен звания почетного магистра после смерти своего брата Джона Гордона, 13-го графа Сазерленда, в сентябре того же года он стал преподавателем права для своего племянника Джона Гордона, 14-го графа Сазерленда.
В 1617 году король Яков Стюарт впервые посетил Шотландию после своего вступления на английский престол. Среди развлечений было соревнование по стрельбе из лука в саду Холирудского дворца, на котором Роберт Гордон получил приз, серебряную стрелу. Он некоторое время оставался в Шотландии и, уладив свои дела в Сазерленде, вернулся со своей семьей в Англию в ноябре 1619 года, а в следующем мае вновь посетил Францию, когда передал свое имущество в Лонгорме Уолтеру Стюарту. Герцог Леннокс написала ему в Париж, прося купить дюжину масок и дюжину перчаток для благородных дам, по возможности прибегнув к помощи мадам де Ги и маркизы де Вермон.
В 1621 году он вернулся в Сазерленд, когда освободил поместья графа от тяжелого бремени долгов. В 1623 году, когда Джордж Синклер, 5-й граф Кейтнесс, был объявлен мятежником и бежал на Оркнейские острова, Роберт Гордон получил поручение от тайного совета действовать огнем и мечом против него и вступил во владение замком Синклер, резиденцией графа. Покорив графство Кейтнесс, он вернулся со своими войсками в Сазерленд и вскоре после этого вернулся ко двору в Англии (и, вероятно, во Францию).
В 1624 году Роберт Гордон был назначен одним из уполномоченных по делам поместий молодого герцога Леннокса, а два года спустя — одним из кураторов герцога. 28 мая 1625 года, в то время дворянин тайной палаты при Карле I, он был назначен первым баронетом Новой Шотландии; и он получил королевскую хартию под большой печатью, предоставляющую ему шестнадцать тысяч акров на побережье Новой Шотландии, которые были возведены в баронство. Он помогал по соглашению сэру Уильяму Александру из Менстрии на плантации колонии в Новой Шотландии. Любимец короля Карла, он был нанят в качестве доверенного посланника его супруги Генриетты Марии.
В августе 1629 года Роберт Гордон был избран главным шерифом Инвернесс-шира представлял графство на съезде 1630 года. В мае 1630 года лорды совета послали его вместе с сэром Уильямом Сетоном на север, чтобы подавить некоторые волнения. 13 июля того же года Джеймс, герцог Леннокс, стал лордом-верховным камергером Шотландии, назначил его своим вице-камергером во время его отсутствия во Франции. Во время коронации Карла I Стюарта в Шотландии в 1633 году он, в качестве вице-камергера, с четырьмя сыновьями графов, доставил королевский кортеж из замка в аббатство. В следующем году он был избран членом тайного совета Шотландии.
1 мая 1639 года Роберт Гордон был при королевском дворе в Дареме. Во время Первой гражданской войны в Англии выступал в качестве посредника между противоборствующими сторонами. Дворянство Морейшира в 1643 году назначило его вместе с Томасом Маккензи из Плюскардена и Джоном Иннесом из Лейчарса вести переговоры с маркизом Монтрозом. Его мать подвергалась преследованиям как католичка и к концу своих дней была отлучена от церкви; в 1627 году Роберт Гордон, чтобы смягчить приговор, дал официальное обещание епископу Кейтнессу, что его мать будет избегать католических священников, и его собственная ортодоксальность, вероятно, вызывала подозрения. Однако в 1646 году пресвитерия Элгина выдала свидетельство в его пользу.
В марте 1654 года 73-летний Роберт Гордон скончался.

## Работы
Его тесть епископ Гордон после своей смерти в сентябре 1619 года оставил Роберту Гордону задачу публикации своих работ на английском и латыни.
Генеалогическая история графства Сазерленд Гордона от ее происхождения до 1630 года (с продолжением до 1651 года Гилбертом Гордоном из Саллаха) была отредактирована Генри Уильямом Вебером по оригинальной рукописи, хранящейся у маркизы Стаффорд, впоследствии герцогини Сазерленд, и опубликована в Эдинбурге в 1813 году. Каталог библиотеки Гордона был опубликован в 1816 году, а собранные им документы, включая его завещание от 11 июля 1654 года, были подробно описаны в 6-м отчете Комиссии по историческим рукописям. Некоторые из них были подробно напечатаны в журнале «Эдвард Данбар Данбар», «Общественная жизнь в прежние времена», две серии, 1865-6.

## Личная жизнь
Роберт Гордон женился в Лондоне 16 февраля 1613 года на Луизе, или Люси (1597—1680), единственном ребенке Джона Гордона (1544—1619) и Женевьевы Пето де Молет (ок. 1563—1643), которая преподавала французский язык принцессе Елизавете (1596—1662), впоследствии королеве Богемии, и получила лордства Гленлюс в Шотландии и Лонгорм во Франции. У него было пятеро сыновей и четыре дочери, в том числе:
- Сэр Людовик Гордон, 2-й баронетиз Гордонстоуна (15 октября 1614 — сентябрь 1685), который женился на Элизабет Фаркуар, дочери сэра Роберта Фаркуара из Муни[1].
- Кэтрин Гордон (1621—1663), которая вышла замуж за полковника Дэвида Барклая (1610—1686)[1], мать Роберта Барклая.

Он был основателем морейширской линии Гордонов из Гордонстоуна. Приобретя различные поместья в графствах Элгин и Форрес, он объединил их все в баронство Гордонстоун, согласно хартии под большой печатью, датированной 20 июня 1642 года.
Его дочь Элизабет Гордон родилась в Солсбери в январе 1617 года. Граф Хартфорд был её крестным отцом, а Люси Рассел, графиня Бедфорд, и Джин Драммонд, графиня Роксбург, — её крестными матерями.